# Singapurische Badmintonmeisterschaft 1949/50
Die Singapurische Badmintonmeisterschaft 1949/50 fand an mehreren Terminen im Jahr 1949 statt. 

## Sieger und Finalisten
| Disziplin               | Gold                          | Silber                               |
| ----------------------- | ----------------------------- | ------------------------------------ |
| Herreneinzel            | Wong Peng Soon                | Loong Pan Yap                        |
| Dameneinzel             | Helen Heng                    | Mrs. Ong Heng Kwee                   |
| Herrendoppel            | Wong Peng Soon Teoh Peng Hooi | Quek Keng Chuan Sng Haw Pah          |
| Damendoppel             | Helen Heng Mary Sim           | Mrs. Ong Heng Kwee Alice Pennefather |
| Mixed                   | Wong Peng Soon Waileen Wong   | Quek Keng Chuan Mrs. Ong Heng Kwee   |
| Herreneinzel (Junioren) | Sng Haw Pah                   | Lau Teng Chuan                       |
| Dameneinzel (Junioren)  | Suzie Pang                    | Baby Low                             |

## Finalresultate
| Disziplin    | Sieger                        | Finalist                             | Ergebnis   |
| ------------ | ----------------------------- | ------------------------------------ | ---------- |
| Herreneinzel | Wong Peng Soon                | Loong Pan Yap                        | 15–3, 15–4 |
| Dameneinzel  | Helen Heng                    | Mrs. Ong Heng Kwee                   | 11–7, 11–0 |
| Herrendoppel | Teoh Peng Hooi Wong Peng Soon | Sng Haw Pah Quek Keng Chuan          | 15–8, 15–4 |
| Damendoppel  | Helen Heng Mary Sim           | Mrs. Ong Heng Kwee Alice Pennefather | 15–8, 15–8 |
| Mixed        | Wong Peng Soon Waileen Wong   | Quek Keng Chuan Mrs. Ong Heng Kwee   | 15–3, 15–6 |